# 醫療緊急情況
医疗紧急情况是指对一个人的生命或未來健康构成直接威胁的急性創傷或疾病。出現醫療緊急情況時可能需要另一位有醫療資質的人的帮助，因为其中一些紧急情况，如車禍現場、心血管（心脏）疾病、呼吸系统疾病和胃肠道疾病發作時，病人或者受傷者自己无法处理。根据醫療緊急情況的严重程度和所需要的治療，患者或傷者可能需要包括急救人员、緊急醫療技術員、辅助医护人员、急救医生和麻醉师等在內的多名醫護人員救助。